# Otonari ni Ginga
Otonari ni Ginga (おとなりに銀河?), conocida como A Galaxy Next Door en inglés, es una serie de manga japonesa escrita e ilustrada por Gido Amagakure. Se serializó en la revista de manga seinen Good! Afternoon de Kodansha desde abril de 2020 hasta junio de 2023. Una adaptación de la serie al anime de Asahi Production se estrenó el 9 de abril de 2023.

## Personajes
Ichiro Kuga (久我一郎 Kuga Ichirō?)
 Seiyū: Taku Yashiro, Juan Carlos Revelo (español latino)
Shiori Goshiki (五色しおり Goshiki Shiori?)
 Seiyū: Yū Wakui, Mónica Moreno (español latino)
Machi Kuga (久我 まち Kuga Machi?)
 Seiyū: Rina Endō, Amanda Hinojosa (español latino)
Fumio Kuga (久我 ふみお Kuga Fumio?)
 Seiyū: Maria Naganawa, Sofía Huerta (español latino)
Chihiro Ibusuki (指宿 ちひろ Ibusuki Chihiro?)
 Seiyū: Rie Takahashi, Marysol Cervantes (español latino)
Masahiro Morikuni (護国 正弘 Morikuni Masahiro?)
 Seiyū: Tomokazu Sugita, Cuauhtémoc Miranda (español latino)
Momoka Morikuni (護国 桃香 Morikuni Momoka?)
 Seiyū: Yōko Hikasa, Gaby Servín (español latino)
Miyako Goshiki (五色 都 Goshiki Miyako?)
 Seiyū: Hiroko Kiso, Rosalinda Márquez (español latino)
Ken Goshiki (五色 健 Goshiki Ken?)
 Seiyū: Shinji Nagano, Nicolás Frías (español latino)
Fumi Goshiki (五色 文 Goshiki Fumi?)
 Seiyū: Satomi Kobayashi

## Contenido de la obra

### Manga
Otonari ni Ginga, escrito e ilustrado por Gido Amagakure, comenzó en la revista de manga seinen Good! Afternoon de Kodansha el 7 de abril de 2020. La serie finalizó el 6 de mayo de 2023; un epílogo se publicó el 7 de junio del mismo año. Kodansha recopiló sus capítulos en seis volúmenes tankōbon publicados del 6 de noviembre de 2020 al 6 de julio de 2023.
En junio de 2021, Kodansha USA anunció el lanzamiento en inglés del manga en América del Norte, a partir de 2022.

#### Lista de volúmenes
| Volúmenes de manga publicados | Volúmenes de manga publicados | Volúmenes de manga publicados |
| Número                        | Fecha de lanzamiento          | ISBN                          |
| ----------------------------- | ----------------------------- | ----------------------------- |
| 1                             | 6 de noviembre de 2020        | ISBN 978-4-06-521437-4        |
| 2                             | 7 de mayo de 2021             | ISBN 978-4-06-523224-8        |
| 3                             | 5 de noviembre de 2021        | ISBN 978-4-06-525933-7        |
| 4                             | 6 de mayo de 2022             | ISBN 978-4-06-527827-7        |
| 5                             | 7 de noviembre de 2022        | ISBN 978-4-06-529651-6        |
| 6                             | 6 de julio de 2023            | ISBN 978-4-06-532163-8        |

### Anime
Una adaptación de la serie al anime se anunció el 27 de abril de 2022. La serie está producida por Asahi Production y dirigida por Ryuichi Kimura, con guiones escritos por Gigaemon Ichikawa y diseños de personajes a cargo de Fuyuka Ōtaki. La serie se estrenó el 9 de abril de 2023 en Tokyo MX y BS11. El tema de apertura es «Tonari Awase» (となりあわせ?), interpretado por Chinatsu Matsumoto, mientras que el tema de cierre es «Near Stella», interpretado por Yū Wakui. Crunchyroll obtuvo la licencia fuera de Asia.
El 22 de marzo de 2023, Crunchyroll anunció que la serie había recibido un doblaje en español latino, la cual se estrenó el 29 de abril.